# Bill Goodwin
William Nettles Goodwin, detto Bill (San Francisco, 28 luglio 1910 – Palm Springs, 9 maggio 1958), è stato un attore statunitense.

## Filmografia parziale

### Cinema
- Let's Make Music, regia di Leslie Goodwins (1941)
- Blondie in Society, regia di Frank R. Strayer (1941)
- L'isola della gloria (Wake Island), regia di John Farrow (1942)
- Riding High, regia di George Marshall (1943)
- Bellezze al bagno (Bathing Beauty), regia di George Sidney (1944)
- Bionda incendiaria (Incendiary Blonde), regia di George Marshall (1945)
- Io ti salverò (Spellbound), regia di Alfred Hitchcock (1945)
- The Stork Club, regia di Hal Walker (1945)
- A ciascuno il suo destino (To Each His Own), regia di Mitchell Leisen (1946)
- House of Horrors, regia di Jean Yarbrough (1946)
- Earl Carroll Sketchbook, regia di Albert S. Rogell (1946)
- Al Jolson (The Jolson Story), regia di Alfred E. Green (1946)
- Hit Parade of 1947, regia di Frank McDonald (1947)
- Solo il cielo lo sa (Heaven Only Knows), regia di Albert S. Rogell (1947)
- Due sorelle a New York (So This Is New York), regia di Richard Fleischer (1948)
- The Life of Riley, regia di Irving Brecher (1949)
- L'amore non può attendere (It's a Great Feeling), regia di David Butler (1949)
- Non c'è passione più grande (Jolson Sings Again), regia di Henry Levin (1949)
- Tè per due (Tea for Two), regia di David Butler (1950)
- The First Time, regia di Frank Tashlin (1952)
- Un pizzico di fortuna (Lucky Me), regia di Jack Donohue (1954)
- Atomicofollia (The Atomic Kid), regia di Leslie H. Martinson (1954)
- Sesso debole? (The Opposite Sex), regia di David Miller (1956)
- Un turbine di gioia (Bundle of Joy), regia di Norman Taurog (1956)

### Televisione
- Lux Video Theatre – serie TV, episodio 5x02 (1954)
- The George Burns and Gracie Allen Show – serie TV, 24 episodi (1950-1951)